# Astana Womens
L'Astana Womens è un torneo professionistico di tennis giocato su campi in cemento. Fa parte dell'ITF Women's Circuit. Si gioca annualmente a Astana, in Kazakistan.

## Albo d'oro

### Singolare
| Anno     | Campionessa          | Finalista             | Punteggio               |
| -------- | -------------------- | --------------------- | ----------------------- |
| 2011     | Ekaterina Jašina     | Maya Gaverova         | 6(6)–7, 7–6(4), 6-4     |
| 2011 (2) | Tímea Babos          | Tadeja Majerič        | 6–0, 6–2                |
| 2011 (3) | Polina Vinogradova   | Aleksandra Artamonova | 6–3, 6–2                |
| 2012     | Anna-Lena Friedsam   | Ekaterina Jašina      | 6-4, 6-3                |
| 2012 (2) | Ljudmyla Kičenok     | Lisa Whybourn         | 4–6, 6–4, 6–2           |
| 2012 (3) | Luksika Kumkhum      | Nudnida Luangnam      | 3–6, 6–3, 6–3           |
| 2012 (4) | Polina Monova        | Alexandra Romanova    | 3–6, 6–3, 6–2           |
| 2013     | Ksenia Kirillova     | Asiya Dair            | 6–4, 4–6, 6–1           |
| 2013 (2) | Evgenija Paškova     | Asiya Dair            | 6–1, 6–1                |
| 2013 (3) | Nadežda Kičenok      | Ilona Kramen'         | 6–3, 6–1                |
| 2013 (4) | Kamila Kerimbajeva   | Albina Khabibulina    | 6–1, 6–3                |
| 2013 (5) | Sabina Sharipova     | Alena Tarasova        | 7–5, 6–0                |
| 2014     | Olga Doroshina       | Veronika Kudermetova  | 6–7(5–7), 6–4, 7–6(8–6) |
| 2014 (2) | Veronika Kudermetova | Olga Doroshina        | 7–6(7–2), 7–6(7–3)      |
| 2014 (3) | Natalia Orlova       | Kamila Kerimbajeva    | 4–6, 7–5, 6–1           |

### Doppio
| Anno     | Campionesse                             | Finaliste                                | Punteggio         |
| -------- | --------------------------------------- | ---------------------------------------- | ----------------- |
| 2011     | Anastasiýa Prenko Ekaterina Jašina      | Nadezda Gorbachkova Ekaterina Pushkareva | 6-4, 7-5          |
| 2011 (2) | Veronika Kapšaj Ekaterina Jašina        | Tamara Čurović Sabina Sharipova          | 2–6, 6–3, [15–13] |
| 2011 (3) | Nikola Franková Polina Rodionova        | Diana Isaeva Elizaveta Nemchinov         | 6–2, 5–7, [10–5]  |
| 2012     | Evgenija Paškova Anastasіja Vasyl'jeva  | Albina Khabibulina Ilona Kramen'         | 7-5, 6-2          |
| 2012 (2) | Valentina Ivachnenko Kateryna Kozlova   | Diana Isaeva Ksenia Kirillova            | 6–2, 6–0          |
| 2012 (3) | Luksika Kumkhum Varatchaya Wongteanchai | Veronika Kapšaj Ekaterina Jašina         | 6–2, 6–4          |
| 2012 (4) | Polina Monova Yana Sizikova             | Ulyana Ayzatulina Elena Maltseva         | 6–3, 6–2          |
| 2013     | Vera Bessonova Evgenija Paškova         | Maya Gaverova Yelena Nemchen             | 3–6, 6–1, [12–10] |
| 2013 (2) | Vera Bessonova Evgenija Paškova         | Yoshimi Kawasaki Yumi Nakano             | 6–4, 3–6, [10–7]  |
| 2013 (3) | Ljudmyla Kičenok Nadežda Kičenok        | Alexandra Artamonova Eugeniya Pashkova   | 6–1, 6–1          |
| 2013 (4) | Polina Monova Alena Tarasova            | Albina Khabibulina Ksenia Palkina        | 4–6, 6–1, [10–6]  |
| 2013 (5) | Albina Khabibulina Chantal Škamlová     | Asiya Dair Ivanka Karamalak              | 6–2, 6–3          |
| 2014     | Albina Khabibulina Ksenia Palkina       | Veronika Kapshay Kamila Kerimbajeva      | 6–4, 7–5          |
| 2014 (2) | Anna Danilina Olga Doroshina            | Alexandra Grinchishina Kateryna Sliusar  | 6–3, 7–6(7–4)     |
| 2014 (3) | Alexandra Grinchishina Kateryna Sliusar | Ekaterina Klyueva Sofia Smagina          | 6–4, 7–6(7–3)     |